# Associazione Calcio Mantova 2002-2003
Questa pagina raccoglie le informazioni riguardanti l'Associazione Calcio Mantova nelle competizioni ufficiali della stagione 2002-2003.

## Stagione
Nella stagione 2002-2003 il Mantova disputa il girone A del campionato di Serie C2, con 56 punti si piazza in quarta posizione, partecipa ai play-off, venendo eliminata dal Südtirol nel doppio incontro di semifinale, salgono di categoria il Pavia giunto primo con 70 punti in classifica ed il Novara che ha vinto i play-off. La stagione dei virgiliani inizia con il confermato Roberto Boninsegna in panchina, nel girone di andata si piazza in terza posizione con 25 punti, ma nettamente staccati dalla coppia Novara e Pavia. Il girone di ritorno vede il cambio di allenatore, con Mirko Benevelli coadiuvato da Antonio Bogoni, che riprende le redini del Mantova e lo traghetta al quarto posto finale con 56 punti, nel ritorno quindi raccoglie 31 punti. Nella semifinale dei playoff cede nel doppio confronto al Sudtirol di Attilio Tesser. Con 16 reti il miglior marcatore biancorosso è Gabriele Graziani. Nella Coppa Italia di Serie C il Mantova disputa senza fortuna il girone D di qualificazione, pareggia con Trento, Montichiari e Lumezzane, mentre perde (3-1) a Bolzano con il Sudtirol che passa ai sedicesimi.

## Risultati

### Campionato

#### Girone di andata
| Mantova 1º settembre 2002 1ª giornata | Mantova            | 0 – 0 | Biellese | Stadio Danilo Martelli\| Arbitro: \| Cigalotti (Milano) \| |
| Arbitro:                              | Cigalotti (Milano) |       |          |                                                            |

| Arbitro: | Velotto (Grosseto) |

|  |           |            |
|  | Marcatori | 76’ Pupita |

| Arbitro: | Torella (Roma) |

|                                     |           |  |
| Graziani 38’, 44’ (rig.) Pupita 89’ | Marcatori |  |

| Arbitro: | Latella (Potenza) |

|  |           |                                       |
|  | Marcatori | 67’, 90+2’ Pupita 82’ (rig.) Graziani |

| Arbitro: | Gava (Conegliano) |

|            |           |  |
| Caridi 16’ | Marcatori |  |

| Arbitro: | Saveri (Viterbo) |

|                 |           |  |
| C. Giaretta 59’ | Marcatori |  |

| Arbitro: | Barbirati (Ferrara) |

|                                     |           |                       |
| Facciotto 44’ (rig.) Crisopulli 78’ | Marcatori | 7’ Pasca 50’ Pallanch |

| Arbitro: | Finazzi (Torino) |

|             |           |              |
| Barbisan 8’ | Marcatori | 45’ Graziani |

| Arbitro: | Giannoccaro (Lecce) |

|            |           |  |
| Caridi 19’ | Marcatori |  |

| Arbitro: | Pantana (Macerata) |

|  |           |                        |
|  | Marcatori | 1’ Caridi 55’ Graziani |

| Arbitro: | Padovan (Conegliano) |

|            |           |            |
| Bretti 57’ | Marcatori | 71’ Lauria |

| Arbitro: | Fiori (Perugia) |

|              |           |  |
| Andreini 69’ | Marcatori |  |

| Arbitro: | D'Aguanno (Marsala) |

|           |           |                      |
| Todea 80’ | Marcatori | 83’ (aut.) Albonetti |

| Arbitro: | Vicinanza (Albenga) |

|                                  |           |              |
| Palombo 14’ (rig.), 90+1’ (rig.) | Marcatori | 89’ Graziani |

| Arbitro: | Giglioni (Siena) |

|                     |           |               |
| Graziani 49’ (rig.) | Marcatori | 83’ R. Radice |

| Arbitro: | Lops (Torino) |

|              |           |  |
| Baglieri 23’ | Marcatori |  |

| Arbitro: | Bernardoni (Modena) |

|              |           |                 |
| Graziani 88’ | Marcatori | 51’ Bachlechner |

#### Girone di ritorno
| Arbitro: | Herberg (Messina) |

|                                     |           |           |
| Ligori 19’ (rig.) D. Dalla Bona 24’ | Marcatori | 70’ Zalla |

| Mantova 12 gennaio 2003 19ª giornata | Mantova               | 0 – 0 | Pro Vercelli | Stadio Danilo Martelli\| Arbitro: \| C. Rodomonti (Teramo) \| |
| Arbitro:                             | C. Rodomonti (Teramo) |       |              |                                                               |

| Arbitro: | Capozzi (Vicenza) |

|  |           |                             |
|  | Marcatori | 25’ Graziani 70’ Crisopulli |

| Arbitro: | Lena (Ciampino) |

|  |           |               |
|  | Marcatori | 90’ Taribello |

| Arbitro: | Zanzi (Lugo di Romagna) |

|                         |           |            |
| Cardamone 24’ Nordi 58’ | Marcatori | 87’ Pupita |

| Arbitro: | Ciancaleoni (Foligno) |

|               |           |  |
| Facciotto 69’ | Marcatori |  |

| Arbitro: | Mazzaloni (Rimini) |

|  |           |               |
|  | Marcatori | 63’ Giubilato |

| Arbitro: | Landolfo (Frattamaggiore) |

|                          |           |                     |
| Graziani 4’ Altinier 36’ | Marcatori | 7’ (aut.) Giubilato |

| Cremona 9 marzo 2003 26ª giornata | Cremonese          | 0 – 0 | Mantova | Stadio Giovanni Zini\| Arbitro: \| Velotto (Grosseto) \| |
| Arbitro:                          | Velotto (Grosseto) |       |         |                                                          |

| Arbitro: | Pierpaoli (Firenze) |

|                                       |           |  |
| Giubilato 22’ Graziani 50’ Fresta 73’ | Marcatori |  |

| Valenza 30 marzo 2003 28ª giornata | Valenzana         | 0 – 0 | Mantova | Stadio Comunale\| Arbitro: \| Forconi (Aprilia) \| |
| Arbitro:                           | Forconi (Aprilia) |       |         |                                                    |

| Arbitro: | Lops (Torino) |

|              |           |  |
| Graziani 35’ | Marcatori |  |

| Arbitro: | Barbirati (Ferrara) |

|  |           |              |
|  | Marcatori | 34’ Graziani |

| Arbitro: | Ioseffi (Siena) |

|                        |           |             |
| Graziani 42’ Zalla 53’ | Marcatori | 90’ Merenda |

| Arbitro: | Banti (Livorno) |

|             |           |  |
| Salandra 8’ | Marcatori |  |

| Arbitro: | Stefanini (Prato) |

|                         |           |  |
| Pupita 31’ Graziani 63’ | Marcatori |  |

| Arbitro: | Iannone (Napoli) |

|           |           |              |
| Nardi 34’ | Marcatori | 14’ Graziani |

### Playoff
| Arbitro: | Stefanini (Prato) |

|                       |           |                      |
| Pupita 17’ Fresta 76’ | Marcatori | 60’ (aut.) Giubilato |

| Arbitro: | Zambon (Padova) |

|                               |           |  |
| Graziani 30’ (aut.) Odair 56’ | Marcatori |  |